# Фингерстайл
Фингерста́йл (англ. fingerstyle; также пальцевой метод, пальцевой стиль) — техника игры на гитаре, чаще всего — акустической, при которой один гитарист ведёт одновременно партии соло, ритм и бас. Данная техника позволяет исполнителю создать впечатление нескольких одновременно звучащих инструментов. Кроме того, фингерстайл позволяет использовать гитару необычными способами, например, в том числе как ударный инструмент. Игра в стиле фингерстайл похожа на стиль игры, использующийся для игры на классической гитаре. 
Фингерстайл появился в середине XX века, но приобрёл особую популярность в начале XXI столетия. Это направление возникло в 1950-м году в США, вобрав в себя признаки сразу нескольких жанров, среди которых кантри-музыка, регтайм и блюз. К числу музыкантов, которые популяризировали этот стиль, чаще всего относят кантри-исполнителя Чета Аткинса. Впоследствии стиль получил более широкое распространение благодаря ученику Аткинса, австралийскому гитаристу Томми Эммануэлю, который был дважды номинирован на получение «Грэмми».
Фингерстайл является одной из самых сложных в освоении техник, так как подразумевает аранжировки, сочетающие сразу несколько партий традиционных инструментов: бас, аккордовый аккомпанемент, сольную партию и, иногда, даже ударные. Одной из его особенностей является постоянное поддержание ритма; нередко встречаются полиритмические рисунки, характерные для африканской фольклорной музыки. Тактовый размер музыкальных произведений чаще всего чётный, при этом чаще всего отсутствует разделение на сильные и слабые доли.
Для фингерстайла характерны несколько способов звукоизвлечения. Для некоторых из них исполнитель надевает на большой палец специальный медиатор («коготь»). При использовании техники «фингер-пикинг» большой палец исполняет ритм-партию, а остальные — соло на более высоких нотах. «Трэвис-пикинг» схож с предыдущей техникой, но вместо сольной партии на высоких нотах исполняются аккорды. Применение техники «фингерстайл-перкуссия» включает в себя постукивание по корпусу гитары, что обогащает окраску звучания и подчёркивает ритм.